# Huisseau-sur-Mauves
Huisseau-sur-Mauves ist eine französische Gemeinde mit 1.754 Einwohnern (Stand: 1. Januar 2022) im Département Loiret in der Region Centre-Val de Loire; sie gehört zum Arrondissement Orléans und zum Kanton Meung-sur-Loire. Die Einwohner werden Uxellois genannt.

## Geographie
Huisseau-sur-Mauves liegt etwa fünfzehn Kilometer westlich von Orléans an den Mauves (Mauve de la Détourbe), einem Ensemble von drei kleinen Wasserläufen, die in die Loire fließen. Umgeben wird Huisseau-sur-Mauves von den Nachbargemeinden Rozières-en-Beauce im Norden, Bucy-Saint-Liphard im Nordosten, Chaingy im Osten, Saint-Ay im Südosten, Meung-sur-Loire im Süden, Baccon im Westen sowie Coulmiers im Nordwesten.

## Bevölkerungsentwicklung
| Jahr                       | 1962 | 1968 | 1975 | 1982 | 1990 | 1999 | 2006 | 2011 | 2017 |
| -------------------------- | ---- | ---- | ---- | ---- | ---- | ---- | ---- | ---- | ---- |
| Einwohner                  | 891  | 827  | 960  | 1266 | 1669 | 1648 | 1616 | 1658 | 1679 |
| Quellen: Cassini und INSEE |      |      |      |      |      |      |      |      |      |

## Sehenswürdigkeiten
- Kirche Saint-Pierre-aux-Liens
- Schloss Huisseau-sur-Mauves, ursprünglich aus dem 12. Jahrhundert, im 15. und 18. Jahrhundert umgebaut, seit 1970 Monument historique
- Wassermühle Flit aus dem Jahre 1850

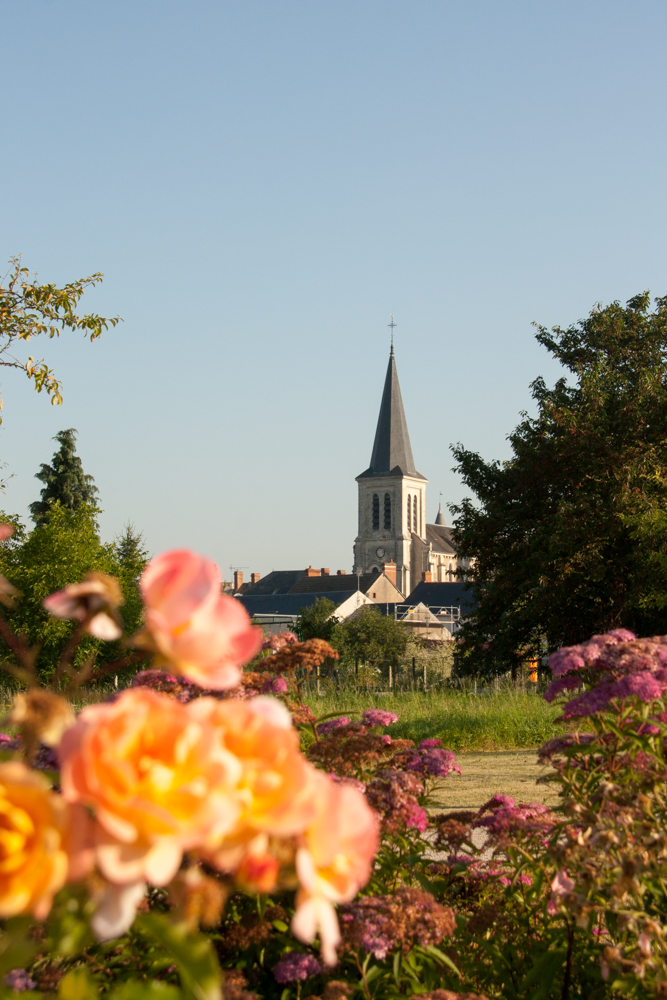
Kirche
Saint-Pierre-aux-Liens

## Gemeindepartnerschaft
Mit der erzgebirgischen Bergstadt Scheibenberg in Sachsen besteht eine Partnerschaft.